# Michael Sarrazin
Pour les articles homonymes, voir Sarrazin.
Michael Sarrazin, nom de scène de Jacques Michel André Sarrazin, est un acteur canadien né le 22 mai 1940 à Québec et mort le 17 avril 2011 à Montréal.
Il est connu pour avoir incarné Robert Syverton dans On achève bien les chevaux, le seul de ses rôles qui a marqué le grand public (1969).
Il est aussi connu pour avoir interprété Roméo Laflamme dans le film La Florida.

## Biographie
Il a travaillé avec quelques-uns des plus talentueux réalisateurs du cinéma anglo-américain, notamment Sydney Pollack, Paul Newman, Robert Mulligan, Peter Yates, John Huston, et s'est imposé au cinéma et à la télévision comme jeune premier à la fois sensible, marginal et insoumis.
L'acteur québécois a également eu une belle carrière de séducteur auprès de partenaires comme : Jacqueline Bisset, Gayle Hunnicutt, Jane Fonda, Julie Christie, Barbara Hershey, Barbra Streisand, Jennifer O'Neill, Ursula Andress, Charlotte Rampling et Bibi Andersson, Lesley Ann Warren et Lindsay Wagner.
C'est à partir de la fin des années 1960 qu'on le remarque au cinéma, notamment en déserteur américain dans Une sacrée fripouille d'Irvin Kershner (1967) et en jeune homme insouciant dans Fureur à la plage (1968). Mais c'est sa prestation dramatique dans On achève bien les chevaux de Sydney Pollack qui lui vaut d'accéder à la notoriété en 1969.
Il incarne ensuite l'étudiant américain libertaire « William Popper » contraint de fuir son pays pour être jugé « citoyen politiquement incorrect » dans The Pursuit of Happiness de Robert Mulligan, film « revu et aseptisé » par les censeurs américains (1971).
Il a également été le jeune et riche homme d'affaires qui trompe son ennui en participant à un rallye automobile peu orthodoxe dans Chewing gum rallye (1976).
À la télévision, après ses participations dans les séries Arabesque, Ray Bradbury présente, et Kung Fu, la légende continue, il apparaît dans l'épisode La Peste (The Quickening — 4e saison, épisode 24) de la série Star Trek: Deep Space Nine. Il est décédé d'un cancer à l'âge de 70 ans.

## Filmographie

### Cinéma
- 1964 : Selkirk of Red River de Richard Gilbert : le colon de la rivière rouge
- 1965 : You're No Good de George Kaczender
- 1967 : Le Shérif aux poings nus (Gunfight in Abilene) de William Hale : Cord Decker
- 1967 : Une sacrée fripouille (The Flim-Flam Man) d'Irvin Kershner : Curley
- 1968 : La Brigade des cow-boys (Journey to Shiloh) de William Hale : Miller Nalls
- 1968 : Fureur à la plage (The Sweet Ride) de Harvey Hart : Denny McGuire
- 1969 : Un colt nommé Gannon (A Man Called Gannon) de James Goldstone : Jess Washburn
- 1969 : Les Griffes de la peur (Eye of the Cat) de David Lowell Rich : Wylie
- 1969 : À la recherche de Grégory (In Search of Gregory) de Peter Wood : Gregory Mulvey
- 1969 : On achève bien les chevaux (They Shoot Horses, Don't They?) de Sydney Pollack : Robert Syverton
- 1971 : Le Clan des irréductibles (Sometimes a Great Notion) de Paul Newman : Leland Stamper
- 1971 : The Pursuit of Happiness de Robert Mulligan : William Popper
- 1971 : Believe in Me de Stuart Hagmann : Remy
- 1972 : Requiem pour un espion (The Groundstar Conspiracy) de Lamont Johnson : John David Welles alias Peter Bellamy
- 1972 : Juge et Hors-la-loi (The Life and Times of Judge Roy Bean) : le mari de Rose
- 1973 : Harry in Your Pocket de Bruce Geller : Ray Haulihan
- 1974 : Ma femme est dingue (For Pete's Sake) de Peter Yates : Pete Robbins
- 1975 : La Mort en rêve (The Reincarnation of Peter Proud) de Jack Lee Thompson : Peter Proud
- 1976 : La Grande Débandade (Le avventure e gli amori di Scaramouche) de Enzo G. Castellari : Scaramouche
- 1976 : Chewing gum rallye de Charles Bail (en) : Michael Bannon/équipe AC Cobra
- 1978 : Caravane (Caravans) de James Fargo : Mark Miller
- 1980 : Double Negative de George Bloomfield : Michael Taylor
- 1982 : Tele Terror (The Seduction) de David Schmoeller : Brandon
- 1982 : Philadelphia Security (Fighting Back) de Lewis Teague : Vince Morelli
- 1983 : Viadukt de Sándor Simó : Matuska Szilveszter/Prokopp István
- 1985 : Keeping Track de Robin Spry : Daniel Hawkins
- 1985 : Joshua Then and Now de Ted Kotcheff : Kevin Hornby
- 1987 : Mascara de Patrick Conrad : Bert Sanders
- 1987 : Prison de verre (Captive Hearts) de Paul Almond : le sergent McManus
- 1989 : Malarek de Roger Cardinal : Moorcraft
- 1991 : Lena's Holiday de Michael Keusch : Jan MacKenzie
- 1993 : La Florida de George Mihalka : Romeo Laflamme
- 1995 : Bullet to Beijing de George Mihalka : Craig
- 1996 : Crackerjack 2 de Robert Lee : Smith
- 1996 : Midnight in Saint Petersburg de Douglas Jackson : Craig
- 1997 : État d'urgence (The Peacekeeper) de Frédéric Forestier : le lieutenant-colonel Douglas Murphy
- 1998 : The Second Arrival de Kevin Tenney : le professeur Nelson Zarcoff
- 2002 : Terreur.point.com (FeardotCom) de William Malone : Frank Bryant

### Télévision
- 1965 : Le Virginien (The Virginian), série : Sam Coates
- 1966 : Wojeck, série : Tony
- 1966 : The Doomsday Flight d'William A. Graham, téléfilm : le caporal de l'Armée
- 1973 : Frankenstein: The True Story de Jack Smight, téléfilm : « la créature »
- 1980 : La Plantation (Beulah Land), série : Casey Troy
- 1985 et 1991 : Arabesque (Murder She Wrote), série : David Marsh/Jacob Beiler
- 1988 : Alfred Hitchcock présente, série : le lieutenant Steven Rykker
- 1989 : The Phone Call, téléfilm : Michael Henderson
- 1989 : Meurtre aux Bahamas ou Le paradis des passions Passion and Paradise d' Harvey Hart, téléfilm : Mike Vincent
- 1989 et 1992 : Ray Bradbury présente (The Ray Bradbury Theater), série : John Colt/Peter
- 1990 : Haute tension, série : Mel Stevens
- 1990 : Street Legal (en), série : Kevin Coastworth
- 1991 : African Skies, série : Leo Hausmann
- 1991 : Force de frappe, série : Strand
- 1993 : Un privé sous les tropiques (Sweeting Bullets), série : le docteur Ben Richards
- 1994 : Kung Fu, la légende continue, série : Woody Clark
- 1995 : Midnight Man, série : M. Tayi
- 1996 : Chercheurs d'or, série : Chester Bailey
- 1996 : Star Trek: Deep Space Nine, série : Trevean
- 1996 : Au-delà du réel : L'aventure continue (The Outer Limits), série : Étranger (Épisode 2.04 : L'homme aux yeux violets).
- 1997 : Poltergeist : Les Aventuriers du surnaturel, série : le docteur Jona Peyton
- 1998 : Thunder Point, téléfilm : Crawford
- 1998 : Tremblement de terre à New York (Earthquake in New York), téléfilm : le docteur Robert Trask
- 1999 : Au-delà du réel : L'aventure continue (The Outer Limits), série : Marty Kilgore (épisode 5.05 : L'autre côté).
- 1999-2000 : The City, série : Milt
- 2000 : Mentors', série : Edgar Allan Poe
- 2000 : Nikita, série : le docteur Lukas
- 2001 : Invasion planète Terre, série : le docteur Charles Tenzer
- 2002 : Les Enquêtes de Nero Wolfe, série : Thomas Yeager
- 2005 : Tripping the Wire: A Stephen Tree Mystery, téléfilm : Denis
- 2008 : The Christmas Choir, téléfilm : Henry Brockman